# Tossal de Sant Blai
El Tossal de Sant Blai és una muntanya de 608 metres que es troba al municipi de Cervià de les Garrigues, a la comarca catalana de les Garrigues. Al seu cim s'hi troben les restes de l'ermita de Sant Blai.
Hi ha una ruta senyalitzada que passa pel cim de la muntanya, també hi ha un mirador amb un panell informatiu.